# Merri
Merri is een gemeente in het Franse departement Orne (regio Normandië) en telt 142 inwoners (1999). De plaats maakt deel uit van het arrondissement Argentan.

## Geografie

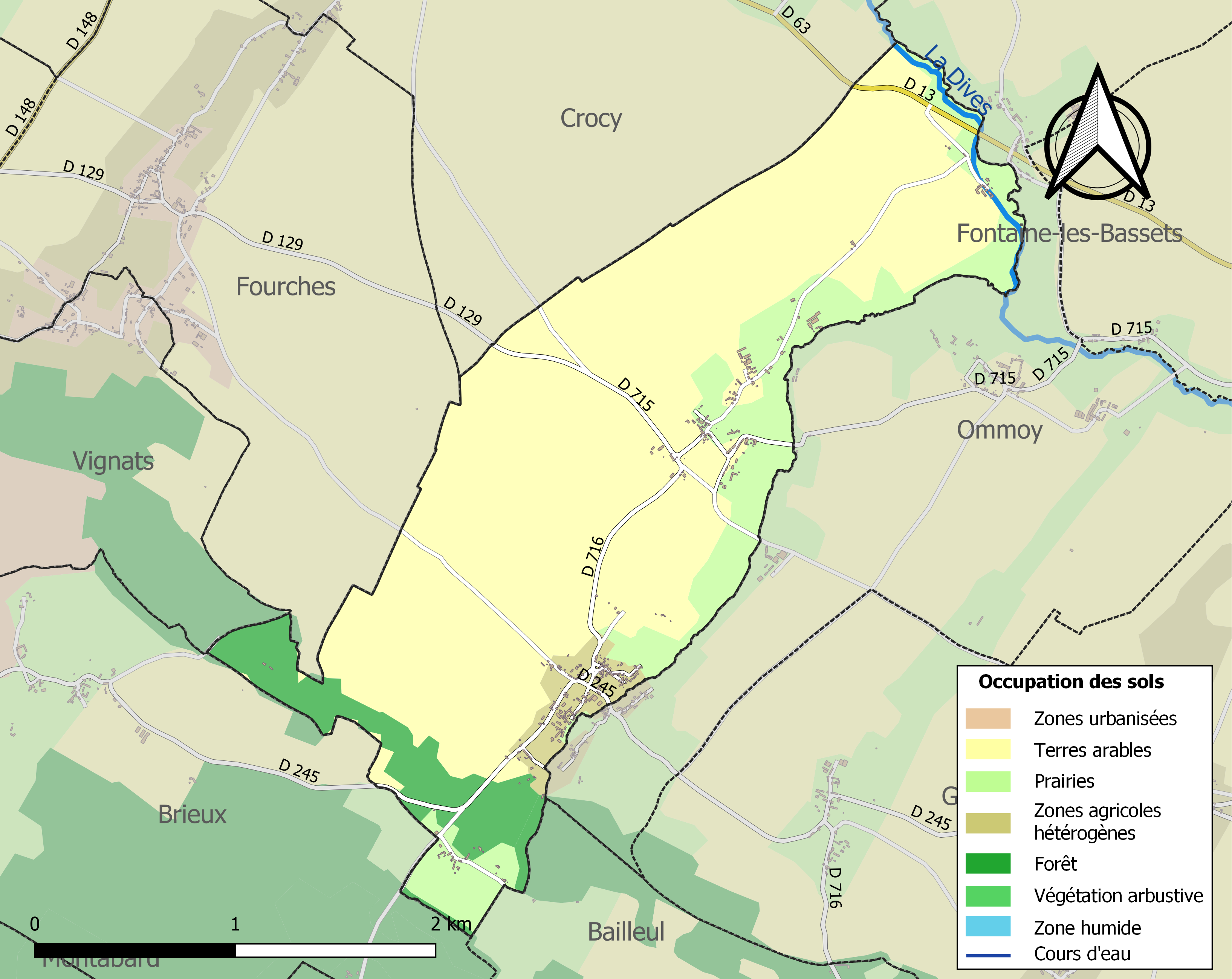
Kaart van de gemeente met de belangrijkste infrastructuur, bodemgebruik en omliggende gemeenten

De oppervlakte van Merri bedraagt 5,9 km², de bevolkingsdichtheid is 24,1 inwoners per km².

## Demografie
Onderstaande figuur toont het verloop van het inwonertal (bron: INSEE-tellingen).